# Trichonta paraterminalis
Trichonta paraterminalis är en tvåvingeart som beskrevs av Zaitzev 1999. Trichonta paraterminalis ingår i släktet Trichonta och familjen svampmyggor.
Artens utbredningsområde är Ukraina. Inga underarter finns listade i Catalogue of Life.